# Andy Boulton
Andy Boulton, all'anagrafe Andrew Ramsay McColm Boulton (11 febbraio 1961), è un chitarrista britannico.

## Biografia
Originario di una famiglia contadina con l'interesse per la musica (la madre suonava il pianoforte e il padre la cornamusa), iniziò a suonare la chitarra influenzato da musicisti come Brian May e Eddie van Halen.
Nel 1982 fondò assieme al compagno di scuola Andy Robbins una band chiamata Killer, nella quale incluse anche il chitarrista Ray Dismore, il cantante Alan Marsh e il batterista Steve Pierce. Dopo la registrazione di alcuni demo e il cambio di nome in Tokyo Blade (passando per Gengis Khan), il gruppo di Boulton riscosse un certo successo nell'ambito della NWOBHM, arrivando ad esibirsi come spalla di artisti come Metallica, Venom, Ozzy Osbourne, Dio e Scorpions.
In seguito al fallimento commerciale dell'album Blackhearts and Jaded Spades, il gruppo si sciolse: Boulton, nel tentativo di ridare vita al progetto, si trasferì in Germania dove, nel 1987 registrò un album accreditato come Andy Boulton's Tokyo Blade intitolato Ain't Misbehavin'. Successivamente entrò in contatto con alcune band tedesche, tra cui i Dead Ballerinas, collaborando con essi alla registrazione di un disco (intitolato No Remorse a.k.a. The Eye of the Storm) che sarà pubblicato nel 1989 con il nome di Tokyo Blade.
Sciolti definitivamente i Tokyo Blade nel 1990, Boulton ricontattò Marsh con cui fondò una nuova band chiamata Mr. Ice: riacquisito il nome Tokyo Blade per ragioni commerciali, il progetto si tramutò in una riunione che vide il ritorno di alcuni membri originali del gruppo. Dopo lo scioglimento della band, avvenuto nel 1997, Boulton iniziò una carriera solista pubblicando due album tra il 2002 e il 2009. Nel 2008 fu inoltre invitato, da un'etichetta discografica statunitense, a rifondare i Tokyo Blade riunendo in seguito gran parte della formazione degli anni ottanta.

## Discografia
- 2002 - Electric Soul
- 2009 - Bear Bare Hands